# Agrotis radians
Espèce
Agrotis radians est une espèce de lépidoptères (papillons) de la famille des Noctuidae.

## Galerie

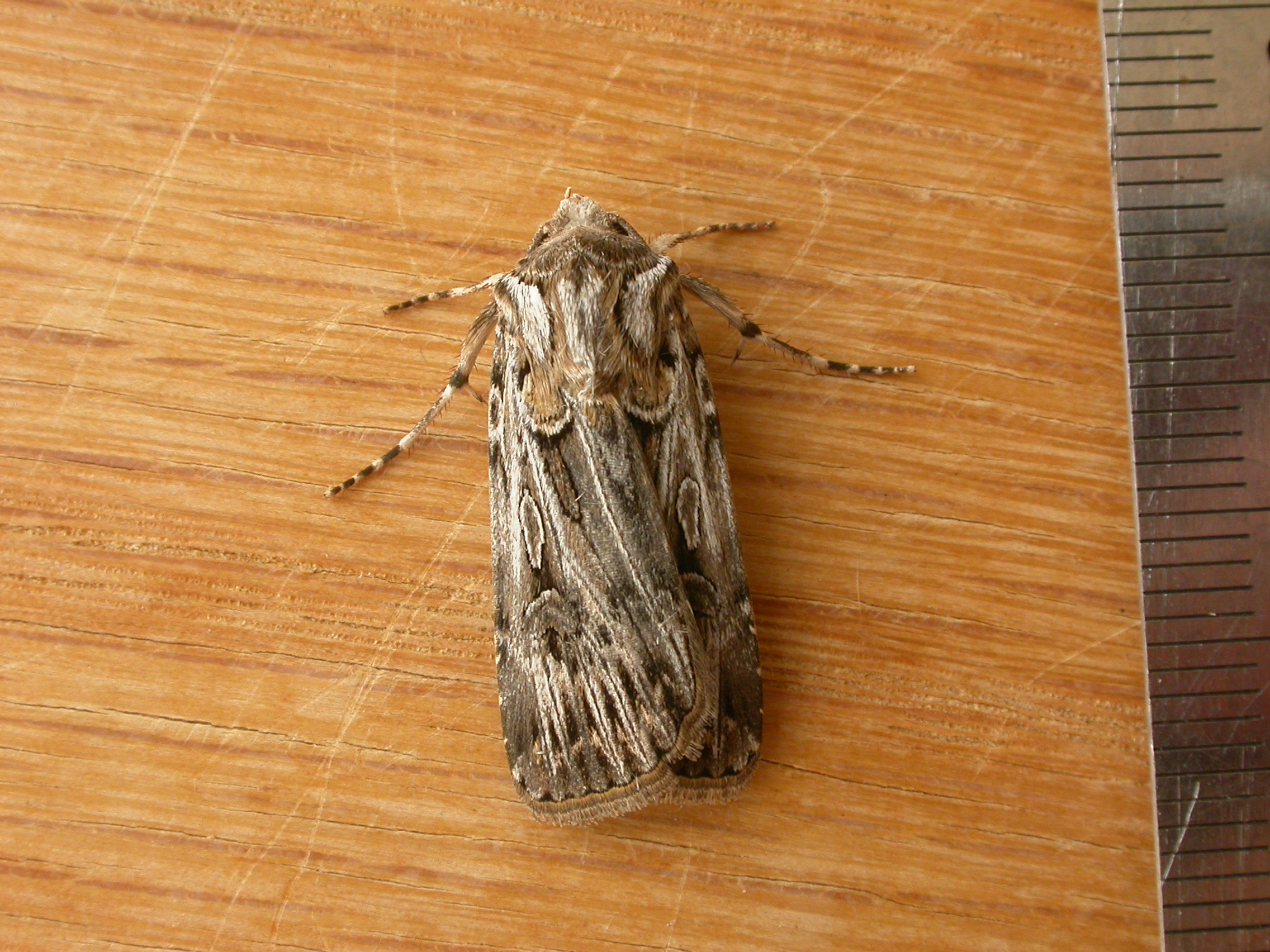

## Référence
- Boisduval & Guenée, 1852 : Histoire Naturelle des Insectes. Species Général des Lépidoptères. Tome sixième, Noctuélites, Paris, Roret, p. 1-443.